# The Chameleons
The Chameleons, anche conosciuti come The Chameleons UK su alcune pubblicazioni negli Stati Uniti, sono un gruppo post-punk formatosi a Middleton, Greater Manchester, Inghilterra, nel 1981.
Caratteristiche principali dello stile musicale dei Chameleons sono i testi di Mark Burgess, incentrati su tematiche malinconiche e nostalgiche, soprattutto nei confronti della fanciullezza, e l'uso innovativo delle chitarre, suonate da Dave Fielding, con un approccio più melodico e d'atmosfera incentrato sull'uso massiccio del delay, e da Reg Smithies in maniera più energica. Reg Smithies, peraltro, contribuisce in maniera determinante a dare l'immagine comunicativa alla band in quanto quasi tutte le copertine degli album della band sono frutto dei disegni dell'artista e ben significano i contenuti sonori e comunicativi dei lavori sonori della band.

## Storia
La formazione base comprendeva il cantante e bassista Mark Burgess, i chitarristi Reg Smithies e Dave Fielding, il batterista John Lever (al posto del precedente Brian Schofield).
La band ha pubblicato tre album in studio negli anni '80, facendo seguito al singolo di debutto "In Shreds" del 1982 e a numerose esibizioni, anche alla radio - tra cui la partecipazione al programma di John Peel su Radio 1.
Il primo album in studio, Script of the Bridge, su etichetta Statik, del 1983, viene ben recensito dalla critica specializzata. Il successivo, What Does Anything Mean? Basically, sempre su etichetta Statik, esce nel 1985. Nel 1986 viene pubblicato un terzo album, Strange Times, ma dopo l'improvvisa morte del manager Tony Fletcher, nel 1987,  la band decide di sciogliersi, e ciascuno dei componenti prosegue l'attività musicale con altri progetti. Tuttavia nel 1987 viene registrato l'EP 12" "Tony Fletcher walked on water" considerato una vera rarità e, al contempo, una pietra miliare nella discografia della band. Viene licenziato nel circolo commerciale dalla Glass Pyramid nel 1990. Nei concerti che seguirono dal 2000 in poi quasi nessuna delle tracce di questo EP considerato, da alcuni, il miglior lavoro della band dopo "Script of the Bridge" venne eseguita dal vivo, perlomeno negli album live ufficiali.
All'inizio del nuovo millennio la band si riforma per alcuni concerti dal vivo, ai quali fanno seguito alcune pubblicazioni, gli album Strip, nel quale vecchi pezzi del repertorio sono riarrangiati in chiave acustica, e Why Call It Anything?, sempre acustico. la band intraprende un tour in Europa e negli Stati Uniti, salvo poi sciogliersi di nuovo all'inizio del 2003.
Sebbene non abbiano riscosso il successo commerciale e mediatico di band loro contemporanee come ad esempio i The Cure o gli Echo & the Bunnymen, i Chameleons possono essere considerati un punto di riferimento per band attuali quali Interpol, Editors, White Lies, The Horrors.

## Discografia parziale

### Album in studio
- 1983 - Script of the Bridge (Statik);
- 1985 - What Does Anything Mean? Basically (Statik)
- 1986 - Strange Times (Geffen)
- 1987–1990 - Tony Fletcher Walked On Water.... La La La La La-La La-La-La (Glass Pyramid)
- 2000 - Strip (Paradiso)
- 2001 - Why Call It Anything? (Artful)
- 2002 - This Never Ending Now (Paradiso)

### Singoli e EPs
- 1983 - In Shreds/Less Than Human (Epic)
- 1983 - Up the Down Escalator (Statik)
- 1983 - Don't Fall (Statik)
- 1983 - As High As You Can Go (Statik)
- 1983 - A Person Isn't Safe Anywhere These Days (Statik)
- 1985 - In Shreds" / "Nostalgia (Statik)
- 1985 - Singing Rule Britannia (While the Walls Close In) (Statik)
- 1986 - Mad Jack (Geffen)
- 1986 - Tears (Geffen)
- 1986 - Swamp Thing (Geffen)